# Al-Qudai
Abu Abdallah Muhammad ibn Salama al-Qudai (arabisch أبو عبد الله محمد بن سلامة القضاعي, DMG Abū ʿAbd Allāh Muḥammad b. Salāma al-Quḍāʿī; † 21. November 1062 in al-Fustat) war ein muslimischer Rechtsgelehrter, Diplomat des Fatimidenkalifats und Chronist im 11. Jahrhundert.

## Leben und Werk
Obwohl ein Sunnit, trat al-Qudai, der vom Stamm der Qudāʿa abstammte, in den Staatsdienst der ismailitischen Fatimidenkalifen ein. Im Jahr 1021 amtierte er als sunnitischer Richter (qāḍī) der schafitischen Rechtschule der Altstadt al-Fustat und war vermutlich im Februar jenes Jahres ein Augenzeuge der Ereignisse um das Verschwinden des Kalifen al-Hakim. Er verdächtigte dabei die Prinzessin Sitt al-Mulk der Verschwörung gegen ihren Bruder zum Zwecke eines Staatsstreichs. Während der Herrschaft des az-Zahir war er ein Adlatus des Wesirs al-Dschardscharai. Im Jahr 1049, während der Herrschaft des al-Mustansir, gehörte er zu den assistierenden Richtern des ismailitischen Oberrichters des Kalifats, der damals einer Intrige zum Opfer fiel und durch den Sunniten al-Yazuri ersetzt wurde, der wenig später auch zum Wesir aufsteigen konnte und dessen Beraterstab al-Qudai fortan angehörte. 1053 unternahm er die Pilgerreise (ḥaǧǧ) nach Mekka.
Im Herbst 1054 wurde al-Qudai von dem Wesir mit der Leitung einer diplomatischen Gesandtschaft nach Konstantinopel betraut, um dort bei Kaiser Konstantin IX. die Lieferung von Getreide zu erbeten, nachdem in Ägypten nach einer ausbleibenden Nilschwemme eine Hungersnot ausgebrochen war. Als Geschenke führte er dabei unter anderem einen Elefant und eine Giraffe mit. Im Sinne des alten byzantinisch-fatimidischen Bündnisses hatte der Kaiser der Bitte entsprochen und die Lieferung von über 35.000 Hektoliter Getreide zugesagt. Doch starb der Kaiser überraschend im Januar 1055, worauf dessen Schwester Theodora III. die Macht ergriff und die Lieferung von der Unterstützung des Kalifats gegen ihre innenpolitischen Feinde abhängig machte. Da aber das Kalifat sich nicht in die inneren Angelegenheiten des byzantinischen Reichs einzumischen gedachte, hielt die Kaiserin die Getreidelieferung zurück. Die Beziehungen zwischen Kairo und Konstantinopel verschlechterten sich weiter, als im Frühjahr 1056 eine Gesandtschaft der Seldschuken, die gerade die Macht in Bagdad übernommen hatten, in der byzantinischen Kapitale mit der Absicht eintraf, das byzantinisch-fatimidische Bündnis zu sprengen. Tatsächlich zeigte sich Kaiserin Theodora einer Annäherung an die Seldschuken geneigt, was sie durch die Verfügung unterstrich, die Freitagspredigt in der Hauptstadtmoschee zukünftig im Namen des sunnitischen Abbasidenkalifen al-Qaim abhalten zu lassen, dem Schützling der Seldschuken, was bisher das Privileg des Fatimidenkalifen war. Bevor die Allianz endgültig zu brechen drohte, starb die Kaiserin am 27. August 1056 und der ihr nachfolgende Kaiser Michael VI. kehrte umgehend wieder zum Status quo ante der Beziehungen zurück, an der auch seine Nachfolger noch bis zur Schlacht von Manzikert 1071 festhielten.
Al-Qudai war für sein umfangreiches schriftstellerisches Schaffen bekannt, wobei vieles aus seinem Œuvre über die Jahrhunderte verloren gegangen oder nur noch in Fragmenten erhalten ist. Seine bekanntesten und auch vollständig erhaltenen Werke sind das „Buch vom leuchtenden Stern“ (Kitāb aš-Šihāb), eine umfassende Sammlung von Erzählungen (ḥadīṯ) über den Propheten, das mehrfach transkribiert wurde, sowie eine Chronik (Tārīḫ al-Quḍāʿī), die die Zeit von der Erschaffung Adams bis zum Jahr 427 AH (1036) umfasst. Nicht mehr erhalten ist eine Beschreibung der Kairiner Altstadt, das „Buch der Stadtquartiere von Misr“ (Kitāb al-Ḫiṭaṭ Miṣr), das aber besonders von al-Maqrizi (gest. 1442) als Hauptquelle für sein eigenes gleichnamiges Werk herangezogen wurde.

## Quelle
- Ibn Challikan: „Das Ableben bedeutender Persönlichkeiten und die Nachrichten über die Söhne der Zeit“ (Wafayāt al-aʿyān wa-anbāʾ abnāʾ az-zamān), hrsg. von William Mac Guckin de Slane: Ibn Khallikan’s biographical dictionary, Bd. 2 (1843), S. 616 f.